# Trixoscelis albinervis
Trixoscelis albinervis är en tvåvingeart som först beskrevs av Roser 1840.  Trixoscelis albinervis ingår i släktet Trixoscelis och familjen myllflugor.
Artens utbredningsområde är Tyskland. Inga underarter finns listade i Catalogue of Life.